# Thomas Hudson
Pour les articles homonymes, voir Hudson.
Thomas Hudson (1701 – 26 janvier 1779) est un portraitiste anglais.

## Biographie
Thomas Hudson est né en 1701 dans le West Country du Royaume-Uni, dans le Devon. On ignore le lieu exact de sa naissance. Il étudia la peinture à Londres, auprès de Jonathan Richardson, auteur du Treatise of Painting qui influença plus tard Joshua Reynolds. Hudson épousa la fille de Richardson à une date antérieure à 1725.
Il commença sa carrière en tant que rival de Charles Jervas, portraitiste réputé et disciple de Godfrey Kneller, et produisit l'essentiel de son œuvre entre 1740 et 1760. De 1745 à 1755, ses tableaux connurent une grande renommée à Londres. Il fit notamment le portrait de Matthew Prior et de Haendel ; il réalisa plusieurs portraits du musicien.
Hudson vivait à Deep Cross, Twickenham, à Londres et à Bath. Il employait de nombreux assistants dans son atelier. Parmi ses élèves, Joshua Reynolds qui fait ses débuts dans l'atelier de Hudson en 1740 à l'âge de 17 ans et y reste jusqu'en 1743, Joseph Wright et Thomas Jenkins.
En 1748, Hudson voyagea en France, aux Pays-Bas et dans les Flandres en compagnie de ses amis les peintres William Hogarth et Francis Hayman. Puis, en 1752, il visita l'Italie avec le sculpteur français Louis-François Roubiliac.
Hudson cessa de peindre vers la fin des années 1750, un peu passé de mode en raison du succès grandissant de son ancien élève Reynolds. Il mourut en 1779 à Twickenham et son importante collection d'art fut dispersée au cours de trois ventes distinctes.
De nombreuses œuvres de Hudson se trouvent dans les musées britanniques, dont la National Portrait Gallery, le National Maritime Museum, la Tate Gallery, l'Institut Courtauld, le Foundling Museum et le Bristol City Museum and Art Gallery, ou encore dans différents musées australiens et américains, parmi lesquels l'Art Institute of Chicago. En France, on trouve deux portraits d'inconnus, un homme, une femme, au Musée Saint-Loup de Troyes.
Son œuvre fut traduite en gravure de son vivant, entre autres par John Faber.

## Sources
- Site du National Maritime Museum